# Lista lagărelor de concentrare naziste

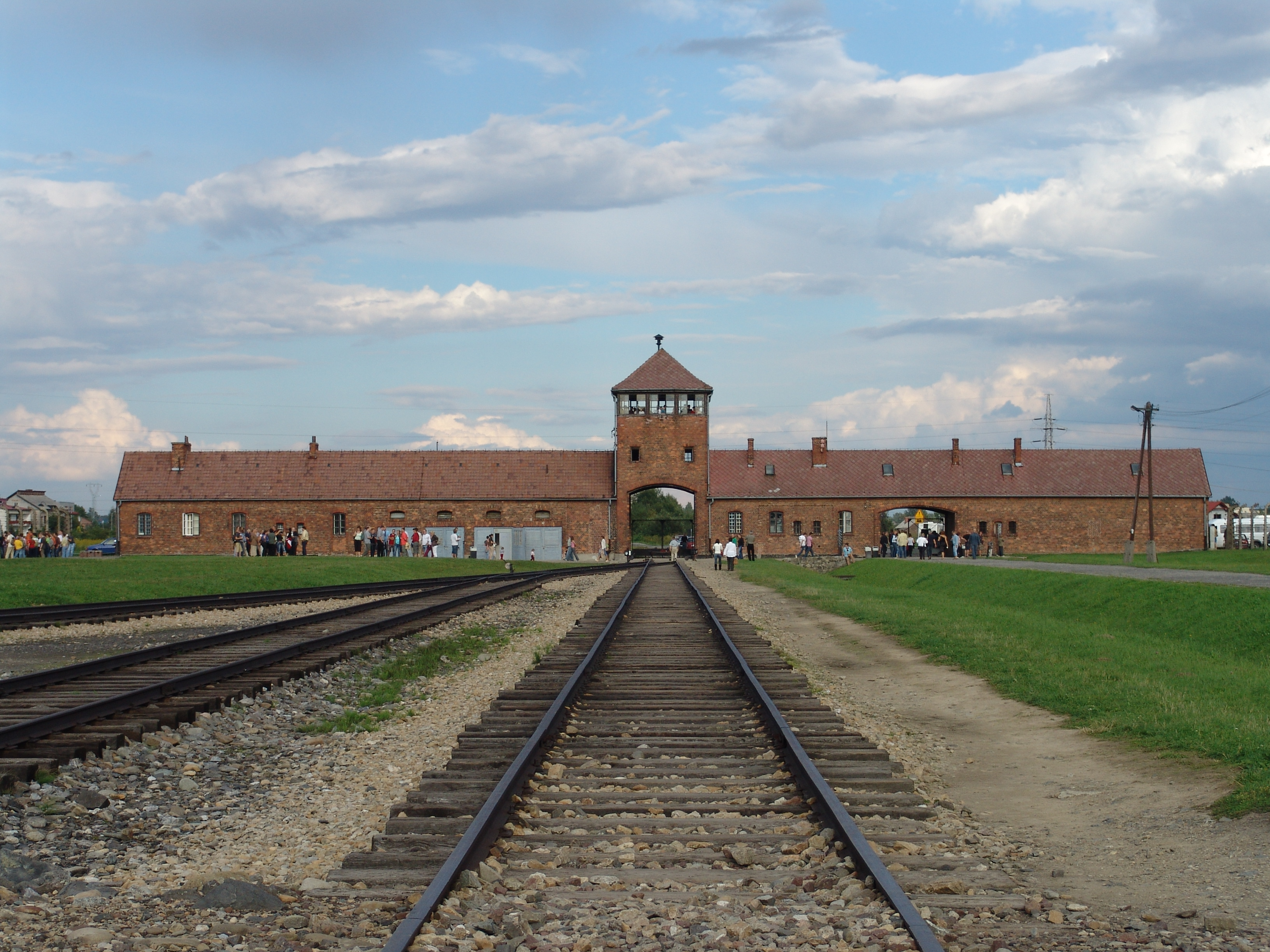
Poarta principală a lagărului de concentrare de la Auschwitz II (Birkenau), unde au fost uciși aproximativ 1.1 milioane de oameni.

Acest articol prezintă o listă parțială a celor mai proeminente lagăre de concentrare naziste și a lagărelor de exterminare înființate în Europa înainte și în timpul celui de-Al doilea război mondial și a Holocaustului. O listă mai completă întocmită în 1967 de către Ministerul Justiției din Germania numește aproximativ 1200 de lagăre și sublagăre în țările ocupate de Germania, în timp ce Biblioteca virtuală evreiască scrie: „Se estimează că germanii au înființat 15.000 de tabere în țările ocupate”. Unele dintre datele prezentate în acest tabel provin din monografia intitulată Războiul împotriva evreilor de către Lucy Dawidowicz, printre alții similari.
În 1933-1939, înaintea declanșării războiului, majoritatea prizonierilor erau compuși din comuniști germani, socialiști, social-democrați, rromi, martori ai lui Iehova, homosexuali și persoane acuzate de comportament 'asociațional' sau deviant 'social' al germanilor. Nu au fost folosite pentru a susține efortul de război german.
Deși termenul „lagăr de concentrare” este adesea folosit ca termen general pentru toate taberele germane din timpul celui de-Al doilea război mondial, în sistemul de lagăre germane existau, de fapt, mai multe tipuri de lagăre de concentrare. Cercetătorii din domeniul holocaustului fac o distincție clară între lagărele de detenție și lagărele de concentrare care au servit mai multor scopuri legate de război, printre care instituțiile penitenciare, lagărele de muncă, lagărele de prizonieri și lagărele de tranzit, printre altele.
Lagărele de concentrare au servit în primul rând ca centre de detenție și de exploatare a sclavilor. Aproximativ 15-20 de milioane de persoane au fost încarcerate în 42.500 de tabere și ghetouri și adesea au fost presați în sclavie în următorii ani, potrivit cercetărilor făcute recent de Muzeul Memorial al Holocaustului din Statele Unite.
Sistemul de aproximativ 20.000 de lagăre de concentrare din Germania și Europa ocupată de Germania au jucat un rol esențial în susținerea economică a domniei germane a terorii. Majoritatea au fost distruse de germani în încercarea de a ascunde dovezile de crime de război și de crime împotriva umanității; totuși zeci de mii de prizonieri trimiși la marșul morții au fost eliberați de aliați după aceea.
Lagărele de exterminare au fost proiectate și construite exclusiv pentru a ucide prizonieri pe o scară largă, de multe ori imediat după sosire.Lagărele de exterminare ale Operațiunii Reinhard, cum ar fi Bełżec, Sobibór și Treblinka, au servit ca „fabrici de moarte”, în care germanii SS și polițiștii germani au ucis aproape 2.700.000 de evrei prin asfixiere cu gaze otrăvitoare, împușcături și muncă extremă în condiții de foame.
Lagărele de concentrare dețineau grupuri mari de prizonieri fără procese judiciare. În istoriografia modernă, termenul se referă la un loc de maltratare sistemică, de foame, de muncă forțată și de ucidere.

## Exemple selectate
Datele statistice și numerice prezentate în tabelul de mai jos provin dintr-o mare varietate de publicații și, prin urmare, nu constituie un eșantion reprezentativ din total.
În general, ghetourile din Europa ocupată de Germania nu sunt incluse în această listă. Informații relevante pot fi găsite în lista separată a ghetourile din epoca nazistă.
     Lagăr de exterminare
     Lagărele de concentrare naziste
     Lagăr de muncă
     Lagărele principale, inclusiv punctele de colectare
| #  | Nume lagăr                            | Țara (astăzi)                                         | Tip lagăr                                                           | Date de utilizare                        | Est. prizonieri             | Est. decese                                   | Sub-tabere                                                                     | Pagină web                                      |
| -- | ------------------------------------- | ----------------------------------------------------- | ------------------------------------------------------------------- | ---------------------------------------- | --------------------------- | --------------------------------------------- | ------------------------------------------------------------------------------ | ----------------------------------------------- |
| 1  | Alderney                              | Regatul Unit al Marii Britanii și al Irlandei de Nord | Lagăr de muncă                                                      | ian 1942 – iun 1944                      | 6.000                       | 700                                           | Lager Borkum, Lager Helgoland, Lager Norderney, Lager Sylt                     |                                                 |
| 2  | Amersfoort                            | Țările de Jos                                         | Lagăr de tranzit și închisoare                                      | aug 1941 – apr 1945                      | 35.000                      | 1.000                                         |                                                                                |                                                 |
| 3  | Arbeitsdorf                           | Germania                                              | Lagăr de muncă                                                      | 8 apr 1942 – 11 oct 1942                 |                             | 600 min.                                      | none                                                                           |                                                 |
| 4  | Auschwitz-Birkenau                    | Polonia                                               | Exterminare și lagăr de muncă                                       | apr 1940 – ian 1945                      | 135.000 min. în august 1944 | 1.100.000 min. cu 400.000 sosiri înregistrate | lista de 48 de sublagăre cu descrierea Memorialul și Muzeul Auschwitz-Birkenau | [ 12 ] [ 13 ] [ 15 ] [ 14 ]                     |
| 5  | Banjica                               | Serbia                                                | Lagărul de concentrare                                              | iun 1941 – sep 1944                      | 23.637                      | 3.849                                         |                                                                                |                                                 |
| 6  | Bardufoss                             | Norvegia                                              | Lagărul de concentrare                                              | Mar 1944 – ????                          | 800                         | 250                                           |                                                                                | [ 17 ]                                          |
| 7  | Bełżec                                | Polonia                                               | Lagărul de exterminare                                              | oct 1941 – iun 1943                      |                             | 434.508 min.                                  |                                                                                |                                                 |
| 8  | Bergen-Belsen                         | Germania                                              | Lagărul de concentrare                                              | apr 1943 – apr 1945                      | 120.000                     | 52.000                                        | 2                                                                              |                                                 |
| 9  | Berlin-Marzahn                        | Germania                                              | La început un „loc de odihnă” apoi de muncă pentru romi             | iulie 1936 – ????                        |                             |                                               | none                                                                           |                                                 |
| 10 | Bernburg                              | Germania                                              | Loc de colectare                                                    | apr 1942 – apr 1945                      |                             | 14.385                                        | 2                                                                              |                                                 |
| 11 | Bogdanovka                            | Ucraina                                               | Lagăr de concentrare                                                | 1941                                     | 54.000                      | 40.000                                        |                                                                                |                                                 |
| 12 | Bolzano                               | Italia                                                | Lagărul de tranzit                                                  | iul 1944 – apr 1945                      | 11,116                      |                                               |                                                                                |                                                 |
| 13 | Bor                                   | Serbia                                                | Lagăr de muncă                                                      | iulie 1943 – septembrie 1944             | 6.000                       | 1.800–2.800                                   |                                                                                |                                                 |
| 14 | Bredtvet                              | Norvegia                                              | Lagărul de concentrare                                              | Toamnă, 1941 – mai 1944                  | 1.000 min.                  |                                               | none                                                                           |                                                 |
| 15 | Breendonk                             | Belgia                                                | Închisoare și lagăr de muncă                                        | 20 sep 1940 – sep 1944                   | 3532 min.                   | 391 min.                                      | none                                                                           |                                                 |
| 16 | Breitenau                             | Germania                                              | "Lagăr de început", apoi lagăr de muncă                             | iun 1933 – mar 1934, 1940–1945           | 470 – 8500                  |                                               |                                                                                |                                                 |
| 17 | Buchenwald                            | Germania                                              | Lagăr de concentrare                                                | iul 1937 – apr 1945                      | 266. 000                    | 56.545                                        | listă                                                                          |                                                 |
| 18 | Chełmno (Kulmhof)                     | Polonia                                               | Lagăr de exterminare                                                | dec 1941 – apr 1943, apr 1944 – ian 1945 |                             | 152. 000 min.                                 |                                                                                |                                                 |
| 19 | Crveni Krst                           | Serbia                                                | Lagărul de concentrare                                              | 1941–1944                                | 30.000                      | 10.000                                        |                                                                                |                                                 |
| 20 | Dachau                                | Germania                                              | Lagăr de concentrare                                                | mar 1933 – apr 1945                      | 200.000                     | 31.591                                        | listă                                                                          |                                                 |
| 21 | Drancy                                | Franța                                                | Lagărul de prizonieri, tranzit                                      | 20 aug 1941 – 17 aug 1944                | 70.000                      |                                               | Trei din cinci anexe ale Parisului: lagărele Austerlitz, Lévitan și Bassano    |                                                 |
| 22 | Falstad                               | Norvegia                                              | Lagăr de deținuți                                                   | dec 1941 – mai 1945                      |                             | 200 min.                                      | none                                                                           |                                                 |
| 23 | Flossenbürg                           | Germania                                              | Lagărul de concentrare                                              | mai 1938 – apr 1945                      | 96.000                      | 30.000                                        | lista sublagarelor                                                             |                                                 |
| 24 | Fort de Romainville                   | Franța                                                | Lagăr de tranzit și închisoare                                      | 1940 – aug 1944                          | 8.100 min.                  | 200 min.                                      | none                                                                           | Arhivat în 23 iulie 2019, la Wayback Machine.   |
| 25 | Fort VII (Poznań)                     | Polonia                                               | Concentrare, detenție, tranzit                                      | oct 1939 – apr 1944                      | 18.000 min.                 | 4.500 min.                                    |                                                                                |                                                 |
| 26 | Fossoli                               | Italia                                                | Lagărul de concentrare și închisoare                                | 5 dec 1943 – noi 1944                    | 2.800                       |                                               |                                                                                |                                                 |
| 27 | Grini                                 | Norvegia                                              | Lagăr închisoare                                                    | 2 mai 1941 – mai 1945                    | 19.788                      | 8                                             | Fannrem Bardufoss Kvænangen                                                    |                                                 |
| 28 | Gross-Rosen                           | Polonia                                               | Lagăr de muncă; Nacht und Nebel camp                                | aug 1940 – feb 1945                      | 125.000                     | 40.000                                        | listă                                                                          |                                                 |
| 29 | Herzogenbusch (Vught)                 | Țările de jos                                         | Lagăr de concentrare                                                | 1943 – Vara 1944                         | 31.000                      | 750                                           | listă                                                                          |                                                 |
| 30 | Hinzert                               | Germania                                              | Punct de colectare și sublagăr                                      | iul 1940 – mar 1945                      | 14.000                      | 302 min.                                      |                                                                                | Arhivat în 28 aprilie 2021, la Wayback Machine. |
| 31 | Jägala                                | Estonia                                               | Lagăr de muncă                                                      | aug 1942 – aug 1943                      | 200                         | 3.000                                         | nu este                                                                        | Arhivat în 13 martie 2016, la Wayback Machine.  |
| 32 | Janowska (Liov)                       | Ucraina                                               | Ghetou; tranzit, muncă, & exterminare lagăr                         | sep 1941 – noi 1943                      |                             | 40.000 min.                                   | nu este                                                                        | (see "A-Z")                                     |
| 33 | Kaiserwald (Mežaparks)                | Letonia                                               | Lagăr de concentrare                                                | 1942 – 6 aug 1944                        | 20.000?                     |                                               | 16, incl. Eleja-Meitenes                                                       |                                                 |
| 34 | Kaufering/Landsberg                   | Germania                                              | Lagărul de concentrare                                              | Iunie 1943 - aprilie 1945                | 30.000                      | 14.500 min.                                   |                                                                                | Arhivat în 1 aprilie 2016, la Wayback Machine.  |
| 35 | Kauen (Kaunas)                        | Lituania                                              | Ghetoul și lagărul de internare                                     | 22 iunie 1941 - 1 august 1944            |                             |                                               | Prawienischken                                                                 |                                                 |
| 36 | Kemna                                 | Germania                                              | Lagăr de concentrare timpurie                                       | Iunie 1933 - ianuarie 1934               | 4.500                       |                                               | none                                                                           |                                                 |
| 37 | Kistarcsa                             | Ungaria                                               | Lagărul de concentrare                                              | 1944 – 1945                              |                             | 1.800                                         |                                                                                |                                                 |
| 38 | Klooga                                | Estonia                                               | Lagăr de muncă                                                      | Vara 1943 - 28 septembrie 1944           |                             | 1.800                                         |                                                                                |                                                 |
| 39 | Koldichevo                            | Belarus                                               | Lagăr de muncă                                                      | Vara 1942 - iunie 1944                   |                             | 22.000                                        |                                                                                |                                                 |
| 40 | Le Vernete                            | Franța                                                | Lagăr de prizonieri                                                 | 1939–1944                                |                             |                                               |                                                                                |                                                 |
| 41 | Majdanek (KZ Lublin)                  | Polonia                                               | Lagărul de exterminare și de concentrare                            | Oct 1941 - Iul 1944                      |                             | 78.000                                        |                                                                                |                                                 |
| 42 | Malchow                               | Germania                                              | Lagărul de concentrare și de tranzit                                | Iarna 1943 - 8 mai 1945                  | 5.000                       |                                               |                                                                                |                                                 |
| 43 | Maly Trosteneț                        | Belarus                                               | Lagărul de exterminare                                              | Iul 1941 - iunie 1944                    |                             | 60.000-65.000                                 |                                                                                | [ 18 ] [ 19 ]                                   |
| 44 | Mauthausen-Gusen                      | Austria                                               | Lagărul de concentrare                                              | Aug 1938 - Mai 1945                      | 195.000                     | 55.000–60.000                                 | listă                                                                          |                                                 |
| 45 | Mechelen                              | Belgia                                                | Lagărul de tranzit                                                  | Iulie 1942 - septembrie 1944             | 25.267 min.                 | 300 min.                                      | nu este                                                                        |                                                 |
| 46 | Mittelbau-Dora                        | Germania                                              | Lagărul de concentrare                                              | Septembrie 1943 - aprilie 1945           | 60.000                      | 20.000 min.                                   | listă                                                                          |                                                 |
| 47 | Natzweiler-Struthof (Struthof)        | Franța                                                | Lagăr de concentrare; lagăr Nacht und Nebel; lagărul de exterminare | mai 1941 - septembrie 1944               | 52.000                      | 22.000                                        | listă                                                                          | [ 22 ]                                          |
| 48 | Neuengamme                            | Germania                                              | Lagărul de concentrare                                              | 13 decembrie 1938 - 4 mai 1945           | 106.000                     | 42.900+                                       | listă                                                                          |                                                 |
| 49 | Niederhagen                           | Germania                                              | Lagăr de concentrarea și muncă                                      | Sep 1941 - începutul anului 1943         | 3.900                       | 1.285                                         | nu este                                                                        |                                                 |
| 50 | Lagărul de concentrare Oberer Kuhberg | Germania                                              | Lagărul de concentrare                                              | Noi 1933 - 1935                          | 600                         | 0                                             | Fosta bază de infanterie Gleißelstetten (Cetatea din Ulm)                      |                                                 |
| 51 | Oranienburg                           | Germania                                              | Lagărul de concentrare timpurie                                     | Mar 1933 - Iul 1934                      | 3.000                       | 16 min.                                       |                                                                                |                                                 |
| 52 | Osthofen                              | Germania                                              | Punct de colectare                                                  | Mar 1933 - Iul 1934                      |                             |                                               |                                                                                |                                                 |
| 53 | Płaszów                               | Polonia                                               | Lagăr de muncă                                                      | Dec 1942 - Ianuarie 1945                 | 150.000 min.                | 9.000 min.                                    | listă                                                                          |                                                 |
| 54 | Ravensbrück                           | Germania                                              | lagăr de concentrare pentru femei                                   | Mai 1939 - Apr 1945                      | 132.000                     | 28.000                                        | listă                                                                          | Arhivat în 8 martie 2021, la Wayback Machine.   |
| 55 | Risiera di San Sabba (Trieste)        | Italia                                                | Lagăr de detenție al poliției, tabără de tranzit                    | Sep 1943 - 29 aprilie 1945               | 25.000                      | 5.000                                         |                                                                                |                                                 |
| 56 | Sachsenhausen                         | Germania                                              | Lagărul de concentrare                                              | iul 1936 - apr 1945                      | 200.000 min.                | 30.000                                        | listă                                                                          |                                                 |
| 57 | Sajmište                              | Serbia                                                | Lagăr de exterminare                                                | Oct 1941 - Iul 1944                      | 50.000                      | 20.000–23.000                                 |                                                                                |                                                 |
| 58 | Salaspils (Kirchholm)                 | Letonia                                               | Lagăr de concentrare                                                | Octombrie 1941 - Vara anului 1944        |                             | 2.000                                         |                                                                                |                                                 |
| 59 | Skrochowitz (Skrochovice)             | Republica Cehă                                        | Lagăr de tranzit (1939) și lagăr de muncă                           | Sept 1939 - Dec 1939, 1940-1943          | 700                         | 13                                            |                                                                                |                                                 |
| 60 | Sobibór                               | Polonia                                               | Lagărul de exterminare                                              | mai 1942 – oct 1943                      |                             | 170.165                                       |                                                                                |                                                 |
| 61 | Soldau                                | Polonia                                               | Lagărul de muncă și de tranzit                                      | Iarna 1939/40 - Ian 1945                 | 30.000                      | 13.000                                        | 3                                                                              |                                                 |
| 62 | Stutthof                              | Polonia                                               | Lagăr de concentrare                                                | Sep 1939 - mai 1945                      | 110.000                     | 65.000                                        | listă                                                                          |                                                 |
| 63 | Syrets (Kiev)                         | Ucraina                                               | Lagăr de exterminare și de muncă                                    | Iulie 1942 - primăvara anului 1943       | 2.000                       |                                               |                                                                                | Arhivat în 2 aprilie 2018, la Wayback Machine.  |
| 64 | Theresienstadt (Terezín)              | Republica Cehă                                        | Republica Cehă                                                      | noi 1941 – mai 1945                      | 140.000                     | 33.000 min.                                   |                                                                                |                                                 |
| 65 | Treblinka                             | Polonia                                               | Lagărul de exterminare                                              | Iulie 1942 - noiembrie 1943              |                             | 1.000.000 (approx.)                           |                                                                                |                                                 |
| 66 | Vaivara                               | Estonia                                               | Lagărul de concentrare și tranzit                                   | 15 septembrie 1943 - 29 februarie 1944   | 20.000                      | 950                                           | 22                                                                             |                                                 |
| 67 | Varșovia                              | Polonia                                               | Lagăr de concentrare și exterminare                                 | 1942–1944                                | 400.000 max.                | 20.000–35.000                                 |                                                                                |                                                 |
| 68 | Westerbork                            | Țările de Jos                                         | Lagăr de tranzit                                                    | Mai 1940 - Apr 1945                      | 102.000                     |                                               |                                                                                |                                                 |

## Vezi și
- Lagărele germane din Polonia ocupată în timpul celui de-Al doilea război mondial
- Lagărele de concentrare din Franța
- Lagărele de concentrare naziste din Norvegia
- Institutul de Antropologie, Ereditate umană și Eugenie Kaiser Wilhelm
- Materiale de cercetare: Arhiva Societății Max Planck
- Holocaust#Victimele_și_numărul_morților
- Lagăre de concentrare din Statul Independent al Croației

## Legături externe
Materiale media legate de lista lagărelor de concentrare naziste la Wikimedia Commons
- The World of the Camps: Labor and Concentration Camps Arhivat în 13 ianuarie 2012, la Wayback Machine. on the Yad Vashem website
- List of German Concentration Camps During the Holocaust, Holocaust Center of Northern California